# Брахантемум Баранова
Брахантемум Баранова (лат. Brachanthemum baranovii) - вид растений рода Брахантемум (Brachanthemum) семейства Астровые (Asteraceae).

## Ботаническое описание
Ксерофитный полукустарничек длиной 10-35 см. Корень толстый, деревянистый, многоглавый. Стебли многочисленные, прямые, обильно облиственные. Листья серовато-зеленые, 2-2.5 см длиной и 1-1.5 см шириной, на длинных узкокрылатых черешках.
Цветоложе плоское, покрытое короткими волосками. Соцветие - корзинка. Цветки язычковые, жёлтого цвета. Цветет с середины августа до середины октября, массовое цветение наблюдается в середине сентября.
Семена созревают в сентябре - октябре. Вызревание семян зависит от микроклиматических условий и происходит не каждый год.
Число хромосом 2n=18.

## Экология и распространение
Облигатный кальцефил. Обитает на каменистых осыпях, склонах, известняках.
Эндемик Алтая. Известно всего 14 местонахождений вида.

## Охранный статус
Вид занесен в Красную книгу России и региональную Красную книгу республики Алтай. Вымирает в связи с выпасом скота и антропогенном воздействии в местах своего произрастания, а также в связи
с узкой экологической амплитудой и слабым семенным возобновлением.